# Killerby (Hambleton)
Killerby – civil parish w Anglii, w North Yorkshire, w dystrykcie (unitary authority) North Yorkshire. W 2001 civil parish liczyła 15 mieszkańców. Killerby jest wspomniana w Domesday Book (1086) jako Chiluordebi.